# Manovra di inserzione translunare

Una manovra di trasferimento verso la Luna. La TLI viene eseguita in corrispondenza del puntino rosso vicino alla Terra.

La manovra di inserzione translunare (abbreviata TLI, dall'inglese Trans Lunar Injection maneuver), o più correttamente manovra di inserzione nella traiettoria translunare, è una manovra propulsiva utilizzata per portare un veicolo spaziale su una traiettoria di trasferimento verso la Luna.

## Descrizione
Una tipica traiettoria di trasferimento lunare approssima un trasferimento alla Hohmann, anche se alcuni trasferimenti a bassa energia sono stati utilizzati in alcuni casi, come ad esempio per la sonda Hiten. Per missioni di breve durata, senza perturbazioni significative di elementi esterni al sistema Terra-Luna, un rapido trasferimento alla Hohmann è in genere considerato più pratico.
La navetta spaziale, che inizialmente percorre un'orbita di parcheggio bassa intorno alla Terra, esegue la manovra TLI grazie alla propulsione di un motore a razzo per incrementare la propria velocità a spostarsi su un'orbita ellittica con elevata eccentricità, il cui apogeo si collochi in prossimità della Luna. Nelle fasi del Programma Apollo, una tale orbita è stata indicata come orbita translunare. Quando la navetta viene a trovarsi in prossimità della Luna, la gravità èi quest'ultima può essere sufficiente per catturare la navetta e portarla a percorrere un'orbita selenocentrica.